# Ictidomys mexicanus
Ictidomys mexicanus är en däggdjursart som först beskrevs av Johann Christian Polycarp Erxleben 1777.  Den ingår i släktet Ictidomys och familjen ekorrar. IUCN kategoriserar arten globalt som livskraftig.

## Taxonomi
Arten har tidigare förts till släktet sislar (Spermophilus), men efter DNA-studier som visat att arterna i detta släkte var parafyletiska med avseende på präriehundar, släktet Ammospermophilus och murmeldjur, har det delats upp i flera släkten, bland annat Ictidomys.
Inga underarter finns listade i Catalogue of Life.
En kommentar till synonymerna i taxoboxen: Spermophilus mexicanus parvidens, som en gång var en underart till vad som då hette Spermophilus mexicanus betraktas numera som en egen art under namnet Ictidomys parvidens.

## Utseende
Arten når en total längd av 30 till 35 cm, inklusive en 11 till 13 cm lång svans. På ovansidan har pälsen en olivgrön-grå eller brunaktig grundfärg och på den finns flera ljusa eller vita fläckar som bildar linjer. Huvudet har samma grundfärg och kring ögonen finns vita ringar. På undersidan är pälsen rosa till vit. Den yviga svansen har främst en ljusgrå färg med flera svarta hår inblandade.

## Utbredning och habitat
Ictidomys mexicanus lever i södra USA (New Mexico och Texas) och i norra Mexiko (Coahuila, Nuevo Leon och Tamaulipas). Habitatet utgörs av gräsmarker med glest fördelade buskar. Arten kan även påträffas på odlade gräsmarker, som kyrkogårdar och golfbanor.

## Ekologi
Individerna gräver underjordiska bon och försvarar ett revir med en diameter upp till 90 meter kring boet. Bona är försedda med en latrin utanför själva boet. Vanligen gränser flera revir mot varandra vad som kan uppfattas som en koloni men kontakten mellan olika individer är nästan helt begränsad till parningstiden. Det finns olika teorier om arten håller vinterdvala eller inte.
Födan varierar beroende på årstid. Under våren äts främst örter och andra gröna växtdelar. Senare under året ingår huvudsakligen rötter, frön, frukter och nötter i födan. Spermophilus mexicanus äter även olika animaliska ämnen som insekter, möss, kadaver och ägg. I sällsynta fall förekommer kannibalism.
Parningen sker under mars och april. Efter 23 till 28 dagars dräktighet föds 2 till 13 ungar. Före ungarnas födelse fodrar honan boets största rum med gräs och annan växtlighet. Vid födelsen väger ungarna bara 2 till 5 g. De är blinda, saknar tänder och är nästan nakna. Efter cirka 3 månader är ungarna full utvecklade. De kan para sig vid slutet av första levnadsåret. Livslängden ligger mellan 2 och 5 år.